# Вартик
Вартик (арм. վարտիկ), также воташор (арм. ոտաշոր), тумбан или похан (арм. փոխան) — нательные мужские штаны в системе традиционного армянского мужского костюма. В западноармянском комплексе одежды вартик кроились без шагового клина, но с широкой вставной полосой ткани, в результате чего нередко ширина таких штанов практически равнялась их длине (так называемые штаны с широким шагом). Они, как и верхние шалвар, также были на очкуре - хонджан из шерстяных разноцветных скрученных ниток. Шалвар нередко шили из пёстрой, яркой узорчатой ткани в полоску.
Вартик отличались от женских нательных штанов тем, что не имели внизу у щиколотки накладной декоративной каймы; штанины их заправляли в вязаные носки и обмотки. Примечательной деталью нательных, а также и верхних штанов был очкур - ходжан. Его вязали либо сплетали из хлопчатобумажных или шерстяных ниток в виде шнура с разноцветными кисточками на концах. Хонджан продевали через вздержку, концы его вместе с кисточками после завязывания штанов свешивались вниз. В конце XIX-начале XX века шапик и вартик традиционного покроя носили в Армении мужчины всех возрастов, начиная с маленьких мальчиков и заканчивая стариками. Нательная одежда устойчиво сохранялась в быту армян вплоть до середины XX века. Даже в 1930-е годы она полностью не вытеснилась фабричным покупным бельём.